# Herbert Peters
Pour les articles homonymes, voir Peters.
Herbert Peters (né le 1er octobre 1998) est un coureur cycliste namibien, spécialiste du VTT.

## Palmarès sur route
- 2013
  - 2e du championnat de Namibie du contre-la-montre cadets
  - 2e du championnat de Namibie sur route cadets
- 2015
  - 2e du championnat de Namibie du contre-la-montre juniors
  - 2e du championnat de Namibie sur route juniors
  -  Médaillé de bronze du championnat d'Afrique du contre-la-montre par équipes juniors
- 2016
  -  Champion de Namibie du contre-la-montre juniors
  - 2e du championnat de Namibie sur route juniors

## Palmarès en VTT

### Championnats d'Afrique
- Lesotho 2016
  -  Champion d'Afrique de cross-country par équipes (avec Michelle Vorster, Costa Seibeb et Tristan de Lange)
  -  Champion d'Afrique de cross-country juniors

### Championnats nationaux
- 2015
  - 3e du championnat de Namibie de cross-country juniors
- 2016
  -  Champion de Namibie de cross-country juniors
- 2017
  -  Champion de Namibie de cross-country espoirs
- 2019
  -  Champion de Namibie de cross-country espoirs
- 2021
  - 3e du championnat de Namibie de cross-country marathon